# Ацкурський собор
Ацкурський катедральний собор Успіння Пресвятої Богородиці (груз. აწყურის ღვთისმშობლის მიძინების სახელობის ტაძარი, латиніз.: tr) — руїни середньовічної катедри в селі Ацкурі, Ахалцихського муніципалітету, південно-центрального мхаре Грузії Самцхе-Джавахеті. Побудована в X–XI століттях, церква була відновлена незабаром після руйнівного землетрусу 1283 року. Церква була хрестово-купольного типу з трьома виступаючими апсидами зі східної сторони. З того, що було одним із найбільших соборів Грузії свого часу, в XXI столітті збереглися лише зруйновані стіни. Проєкт повної реставрації стартував у 2016 році. Церква внесена до списку Культурних пам’яток національного значення Грузії.

## Історія і архітектура

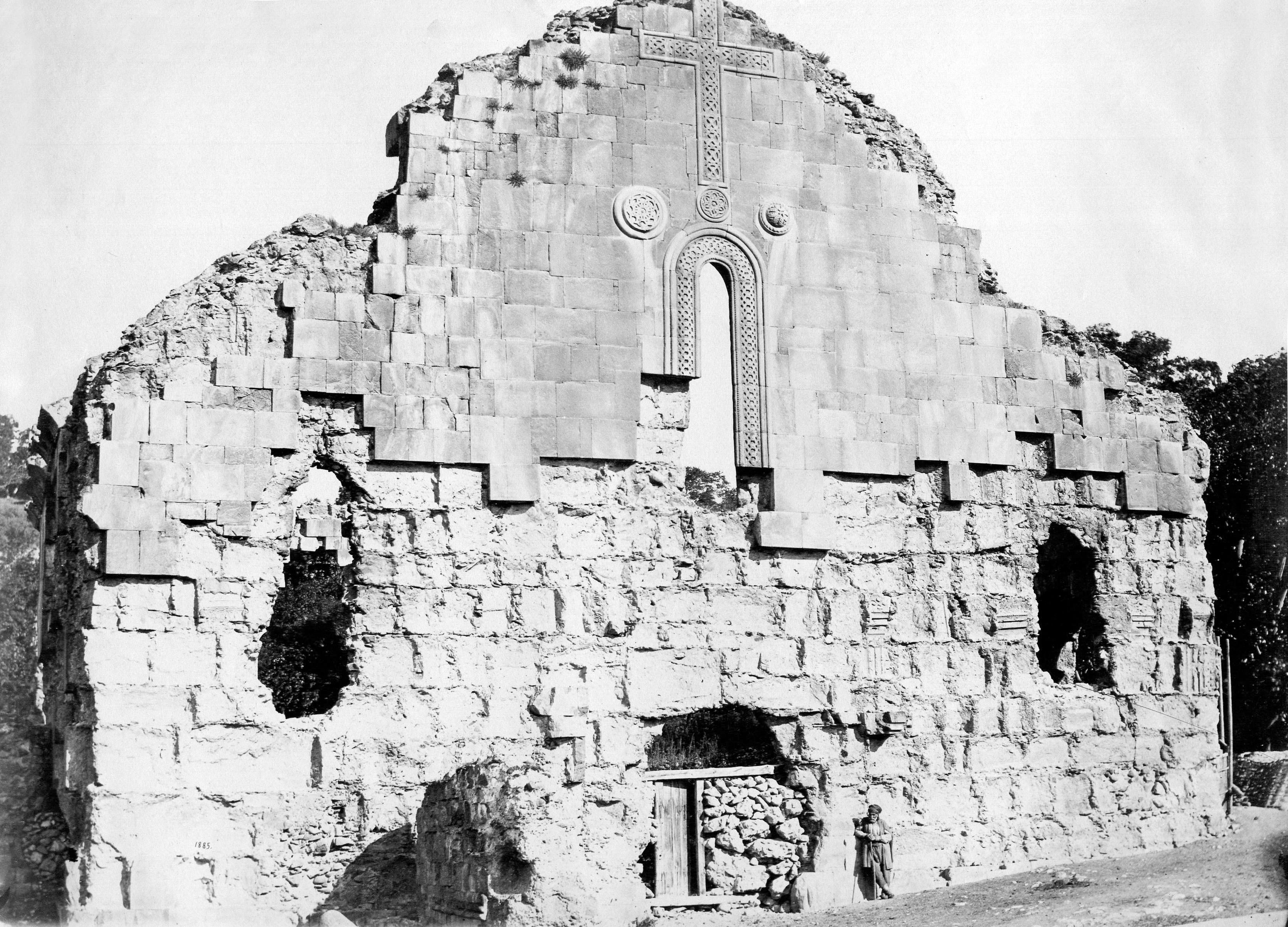
Руїни західного фасаду, 1885 рік

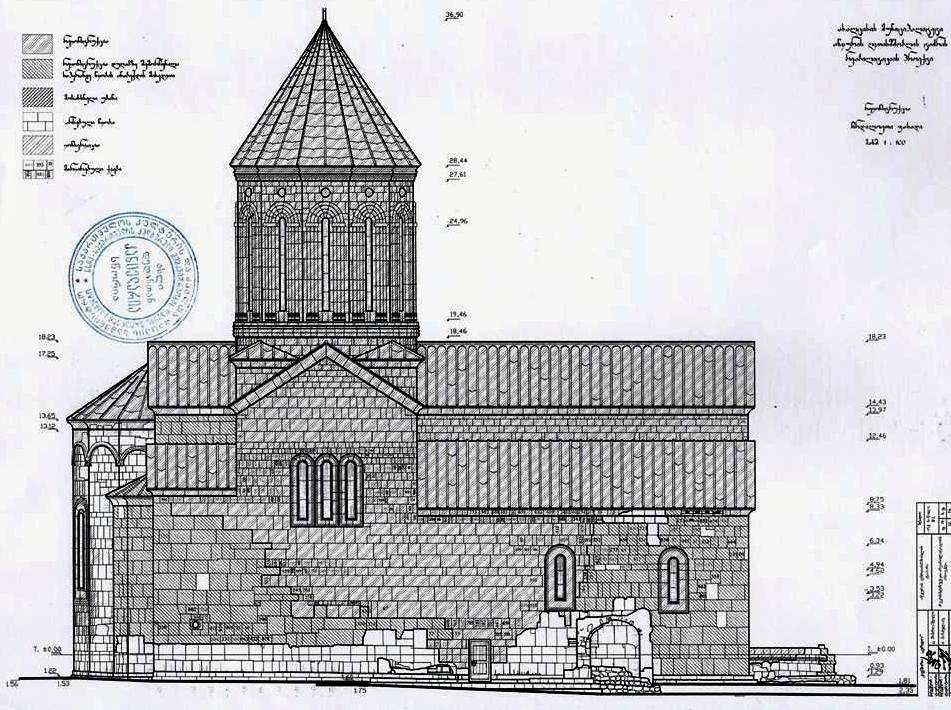
Затверджений реставраційний план собору, 2015 рік

Церква стоїть біля підніжжя невеликого пагорба на правому березі річки Кура. Можна виділити два шари будівництва: один датований X–XI століттями, а другий — XIII–XIV століттями. Останній є результатом значної реконструкції після сильного землетрусу 1283 року. Село Ацкурі було одним з найважливіших християнських центрів середньовічної Грузії, осідком єпископа — головного прелата провінції Месхеті — і прихистком для шанованої ікони Пресвятої Богородицї «Одигітрії». Згідно з середньовічними грузинськими літописами, ікона була привезена в Ацкурі святим Андрієм і дивом вижила під зруйнованим куполом церкви під час землетрусу 1283 року. Ікону відвідав візантійський імператор Іраклій на своєму шляху на війну в Персію у 627 році. В кінці 60-х років XVI століття син імеретинського царя Баграта III Георгій помістив ікону в Гелатському монастирі, звідки вона була перенесена до Грузинського національного музею в Тбілісі в 1952 році.
Відновлений Ацкурський собор користувався патронатом Джакельських князів Месхеті і до його володіння належали підпорядковані церкви і маєтки; єпископ, який мав там свій осідок — з титулом «Ацкурі» — був одним із впливових прелатів Грузії, навіть вимагаючи автономії від Грузинської православної церкви в той час, коли протягом XV століття Грузинське царство розпадалося. Після завоювання Месхеті Османською імперією в 1578 році та приходу ісламу церква припинила свою діяльність до остаточного занепаду після низки землетрусів, багатовікових воєн і занедбання на початку XIX століття.
В останні роки існування Радянського Союзу, у 1980-х роках, відновився інтерес до християнської спадщини Ацкурі, відроджений волонтерськими студентськими групами. У наступні роки було проведено низку археологічних досліджень, а в 2016 році урядом Грузії було розпочато повномасштабний проєкт реставрації, спрямований на повну відбудову церкви.
До цього будівля була доведена до руїн: купол і всі склепіння, як і верхні стіни, були зруйнованими. Частини вівтаря і склепінчасті приміщення по обидва боки — дияконник на півдні і жертовник на півночі — із виступаючими гранованими стінами вціліли. Внутрішні стіни зберегли фрагменти декору, такі як пілястри з архітравами і деталями вівтарної стіни, які розписані орнаментами. Каміння з церкви, яке насичено оздоблене орнаментами, можна знайти розкиданим в інших місцях села, так як воно використовувалося місцевими жителями для власних споруд. Під час археологічних розкопок на території Ацкурського собору (у зруйнованому соборі та навколо нього) було знайдено ще кілька споруд із середньовічними грузинськими написами, як наприклад, руїни невідомої церкви Ацкурі Дам X століття і руїни допоміжних споруд. Археологи, мистецтвознавці та священнослужителі припускають, що виявлений храм під шаром землі був споруджений на місці нехристиянського храму I століття, артефакти з якого також були виявлені під час розкопок.